# Warstwa podstawna naskórka

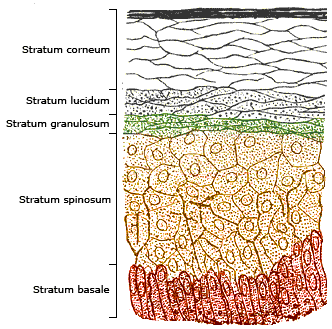
Rysunek przedstawiający przekrój przez warstwy naskórka

Warstwa podstawna naskórka (łac. stratum germinativum) – najgłębiej położona warstwa naskórka, znajdująca się poniżej warstwy kolczystej, zbudowana z unipotencjalnych komórek prekursorowych, produkujących komórki potomne wędrujące do wyżej położonych warstw naskórka. W tej warstwie położone są melanocyty, produkujące barwnik melaninę.